# Braungrauer Wellenstriemenspanner

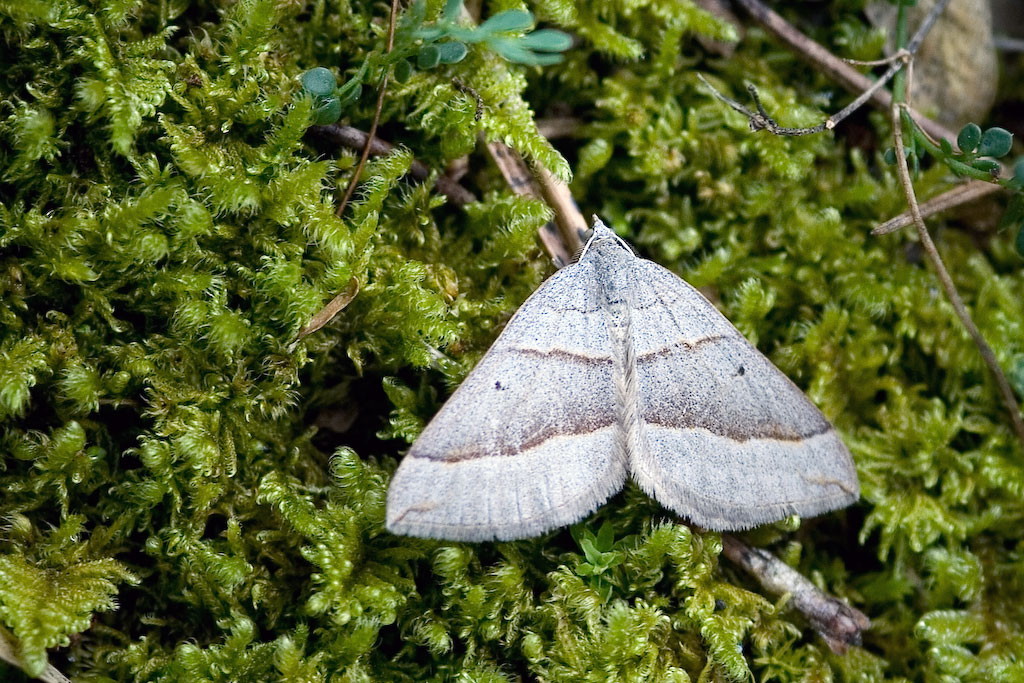
Braungrauer Wellenstriemenspanner

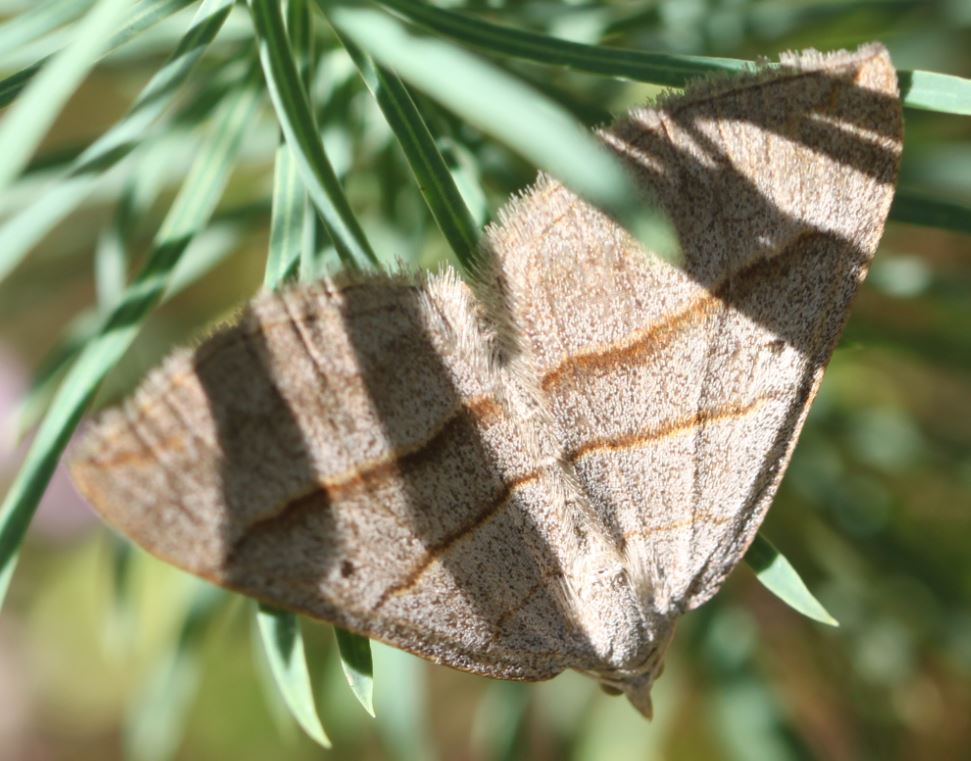
Braungrauer Wellenstriemenspanner

Der Braungraue Wellenstriemenspanner (Scotopteryx luridata) ist ein Schmetterling (Nachtfalter) aus der Familie der Spanner (Geometridae) und wird in deren Unterfamilie Larentiinae eingeordnet.

## Merkmale
Die Flügelspannweite der Falter beträgt 32 bis 38 Millimeter. Die Grundfarbe der Vorderflügeloberseite ist grau. In der Mitte verläuft ein breites dunkles Band eingerahmt von zwei Querlinien. In dem Band befindet sich unweit des vorderen Flügelrandes ein schwarzer Diskalfleck. Eine weitere Querlinie verläuft durch die Basalregion. Ferner verläuft ein kurzer bräunlicher Streifen vom Apex in Querrichtung.
Die Raupen sind hell gefärbt und besitzen ein bräunliches Streifenmuster.

### Ähnliche Arten
Der Hellgraue Wellenstriemenspanner (Scotopteryx mucronata) und Scotopteryx ignorata besitzen ebenfalls ein breites dunkles Band wie Scotopteryx luridata. Zur sicheren Bestimmung ist in bestimmten Fällen eine genitalmorphologische  Untersuchung notwendig.

## Verbreitung und Vorkommen
Der Braungraue Wellenstriemenspanner ist in Europa einschließlich den Britischen Inseln verbreitet. 
Er kommt in Fennoskandinavien lediglich im Süden Schwedens vor und fehlt außerdem im Baltikum. Nach Osten reicht das Vorkommen der Art bis nach Kleinasien, Georgien und den Südkaukasus.

## Lebensweise
Die vorwiegend tagaktiven Falter fliegen meist in einer Generation von Ende Juni bis Ende August. In warmen Regionen kann es auch zwei Generationen geben. Ihr bevorzugtes Habitat bilden Heideflächen. Die Raupen sind ab August zu beobachten. Sie überwintern und verpuppen sich im Juni des folgenden Jahres. Sie ernähren sich von Ginster (Genista), Stechginster (Ulex) und weiteren Hülsenfrüchtlern (Fabaceae).